# Exe Valley Railway
Die Exe Valley Railway war eine britische Eisenbahngesellschaft in Devon in England.
Am 30. Juni 1874 wurde die Gesellschaft zum Bau einer Bahnstrecke von Tiverton nach Thorverton entlang des Exe gegründet. Von Thorverton war ein Anschluss an die Strecke der Bristol and Exeter Railway (B&ER) in Stoke Canon geplant. 1875 erhielt die B&ER das Recht zur Übernahme der Gesellschaft. Diese wurde jedoch erst im folgenden Jahr durch Great Western Railway realisiert, die inzwischen die B&ER erworben hatte. Die GWR eröffnete die in Normalspur ausgeführte 12 Kilometer lange Strecke am 1. Mai 1885.